# Jungmannův altán
Vyhlídkový Jungmannův altán, uváděn též jako altán Josefa Jungmanna, stojí v nadmořské výšce 535 metrů na kamenném vrcholku nad přehradou Březová na řece Teplé jižně od Karlových Varů. Zpřístupněn byl v roce 2014.

## Historie
Altán byl postaven na přelomu let 2013–2014 podle návrhu architekta Františka Vondráčka. Veřejnosti byl slavnostně předán dne 29. dubna 2014. Jedná se o nejmladší altán (rok 2019) v karlovarských lázeňských lesích. Výstavba byla realizována příspěvkovou organizací Lázeňské lesy Karlovy Vary a spolufinancována Evropskou unií v rámci česko-bavorského projektu Příroda spojuje.

## Popis
Stojí v odlehlejší a méně navštěvované části lázeňských lesů u Jungmannovy cesty na stráni nad přehradou Březová. V porovnání s ostatními altány v lázeňských lesích jde o stavbu atypickou. Jedná se o jednoduchý dřevěný průvětrný altán, sedlovou střechu podpírají jen hrubě opracované dřevěné sloupy, podezdívka je kamenná. Z altánu se nabízí pohled nejen do údolí řeky Teplé, ale i na daleké kopce, jak ve směru na Prahu (Bochov), tak i na Plzeň (Bečov nad Teplou). Z pohledu opačného, především ze silnice od Plzně, se pak tento objekt stal zajímavou dominantou ve stráni Doubské hory.
Objekt je celoročně volně přístupný.

## Zajímavosti

### Josef Jungmann
Altán byl pojmenován – stejně jako po druhé světové válce cesta, u které se nachází – po jazykovědci a spisovateli Josefu Jungmannovi, který v Karlových Varech několikrát pobýval a zanechal zde pár veršů (pamětní tabuli s těmito vyrytými verši je možno nalézt na Goethově stezce).
Národové! Zde se pění Karla Vary

Česká zem tu božské vynořuje dary

Světové to pěny milionům známé

Rádi za ně dárci vroucí díky vzdáme

Josef Jungmann

### Dřevěná zvonička

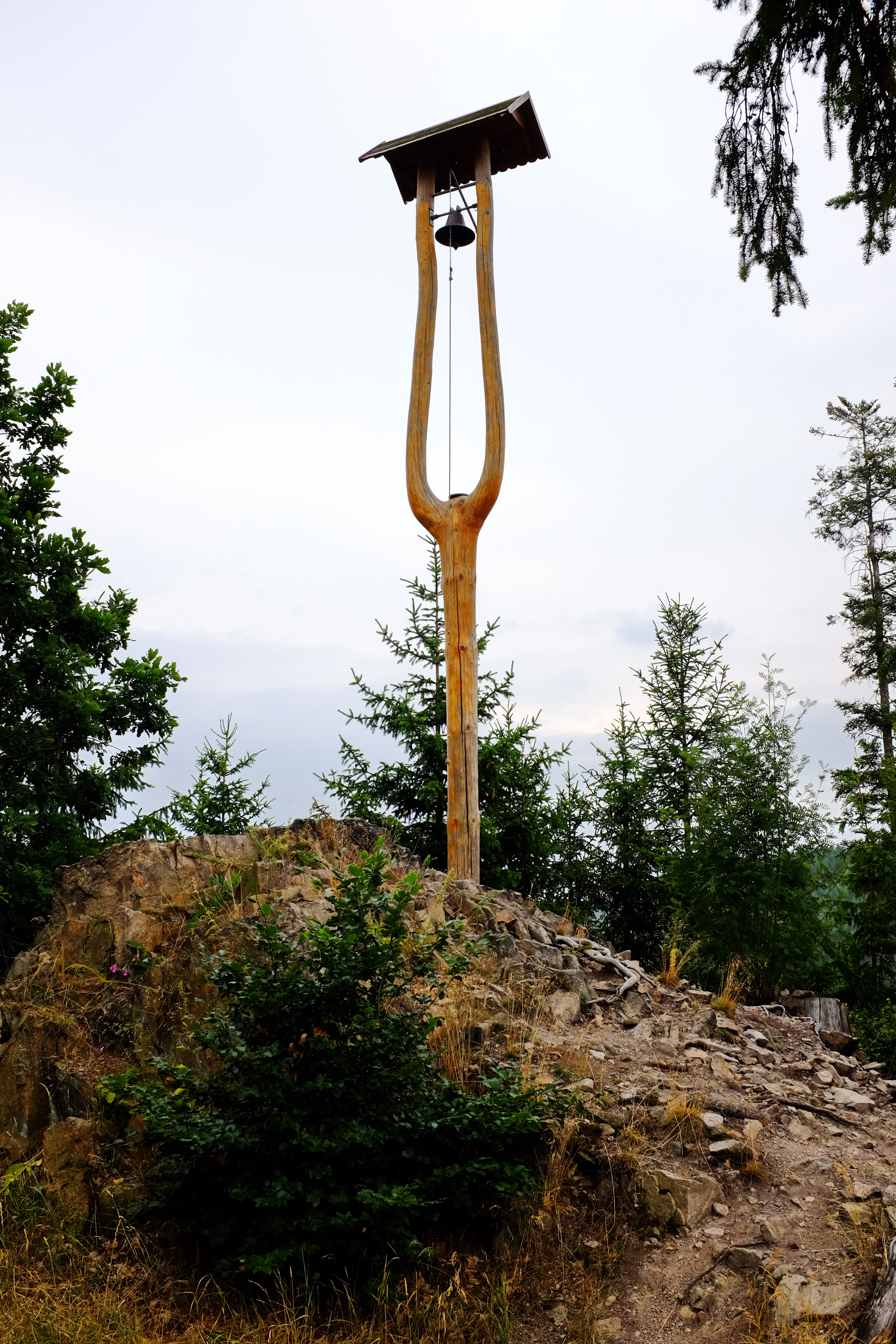
Zvonička u altánu

U altánu jsou umístěny informační tabule. Jedna z nich popisuje historii zvonů a zvonic. Na malé skalce pět metrů od vyhlídky je jeden zvon umístěn. Dřevěná zvonička lidově nazývaná zvonička Na Jungmance tu byla postavena v roce 2015 pro radost a štěstí všech kolemjdoucích. Ti si mohou na zvon zazvonit.

### Rozhovory
- Nejkrásnější pohled na přehradu Březová je z Jungmannovy vyhlídky v Karlových Varech – článek, autorka Jana Strejčková, a rozhovor s Pavlem Reiserem z Lázeňských lesů Karlovy Vary, Český rozhlas,  2019-04-23 [cit. 2019-07-07]